# Aprata
Aprata é um gênero de mariposa pertencente à família Acrolophidae.